# Oskar Schindler
Oskar Schindler (Svitavy, 28 de abril de 1908 – Hildesheim, 9 de outubro de 1974) foi um industrial alemão sudeto, membro do Partido Nazista e espião, que salvou da morte 1200 judeus durante o Holocausto, empregando-os nas suas fábricas de esmaltes e munições, localizadas nas actuais Polónia e República Checa, respectivamente. É o tema principal do romance de 1982, Schindler's Ark, e do filme de 1993, Schindler's List, que mostra a sua vida como um oportunista interessado no lucro, inicialmente, mas que acabou por mostrar uma iniciativa e dedicação extraordinárias com o objetivo de salvar as vidas dos seus empregados judeus.
Schindler cresceu em Zwittau, Morávia, e teve vários trabalhos até se juntar à Abwehr, o serviço de informação da Alemanha Nazi, em 1936. Aderiu ao Partido Nazi em 1939. Antes da ocupação alemã da Checoslováquia, em 1938, Schindler recolhia informações sobre caminhos-de-ferro e movimentos de tropas para o governo alemão. Foi preso por espionagem pelo governo checoslovaco, mas foi libertado segundo os termos do Acordo de Munique, em 1938. Schindler continuou o seu trabalho de recolha de informações para os nazis, na Polónia, em 1939, antes da invasão daquele território, no início da Segunda Guerra Mundial.
Em 1939, Schindler obteve uma fábrica de utensílios de cozinha em Cracóvia, Polónia, que empregava 1750 trabalhadores, dos quais cerca de mil eram judeus no auge da fábrica, em 1944. As suas ligações da Abwehr ajudaram Schindler a proteger os trabalhadores judeus de uma deportação certa e da morte nos campos de concentração nazis. De início, Schindler estava apenas interessado em fazer dinheiro fácil com o negócio. Mais tarde começou a proteger os seus trabalhadores sem olhar a custos. Com o tempo, Schindler teve que subornar os oficiais nazis com dinheiro e ofertas de luxo, obtidas no mercado-negro, para manter os seus empregados seguros.
Quando a Alemanha começou a perder a guerra, em Julho de 1944, as Schutzstaffel (SS) começaram a fechar os campos de concentração a leste e a evacuar os restantes prisioneiros para oeste. Muitos foram mortos no campo de concentração de Auschwitz e Gross-Rosen. Schindler convenceu o SS-Hauptsturmführer Amon Göth, comandante do Campo de concentração de Kraków-Płaszów, a transferir a sua fábrica para Brünnlitz, na região dos Sudetas, poupando, assim, os seus trabalhadores da morte nas câmaras de gás. Utilizando os nomes fornecidos pelo oficial da Polícia dos Guetos Judeus Marcel Goldberg, o secretário de Göth, Mietek Pemper, compilou, e passou a papel, uma lista de 1,2 mil judeus que viajaram para Brünnlitz em Outubro de 1944. Schindler continuou a subornar os oficiais das SS para impedir o massacre dos seus empregados, até ao final da Segunda Guerra Mundial na Europa, em Maio de 1945, altura em que tinha já gasto a sua fortuna em subornos e no mercado-negro para comprar provisões para os seus funcionários.
Schindler foi viver na Alemanha a seguir à guerra, onde foi apoiado financeiramente por organizações judaicas de salvamento. Depois de receber um reembolso parcial pelos seus gastos em tempo de guerra, viajou para a Argentina, com a sua esposa, para uma quinta. Quando entrou em bancarrota em 1958, Schindler deixou sua mulher e regressou à Alemanha, onde foi mal-sucedido em vários negócios, e teve que ser ajudado pelos seus Schindlerjuden ("Judeus de Schindler") — aqueles cujas vidas ele salvou durante a guerra. Schindler recebeu a designação de Justos entre as nações pelo governo de Israel em 1963, e morreu a 9 de Outubro de 1974.

## Primeiros anos e carreira profissional
Schindler nasceu no dia 28 de Abril de 1908 no seio de uma família sudeta, em Zwittau, Morávia, Áustria-Hungria. O seu pai, Johnann "Hans" Schindler, geria uma empresa de máquinas agrícolas, e a sua mãe chamava-se Franziska "Fanny" Schindler (Luser de nascimento). A sua irmã, Elfriede, nasceu em 1915. Depois de frequentar as escolas primária e secundária, Schindler entrou para uma escola técnica da qual foi expulso em 1924 por ter falsificado um relatório. Graduou-se mais tarde, mas não fez o exame Abitur que lhe daria acesso  à universidade. Em vez disso, tirou vários cursos em Brno, em diversas áreas, incluindo o de motorista e manuseamento de máquinas, e trabalhou com o seu pai durante três anos. Fã de motociclos desde jovem, Schindler comprou uma Moto Guzzi com um motor de 250 cc de competição, e participou, de forma amadora, em corridas em montanhas nos anos seguintes.
No dia 6 de Março de 1928, casou-se com Emilie Pelzl (1907–2001), filha de um fazendeiro sudeta de Maletein. O jovem casal passou a viver com os pais de Oskar, durante os sete anos seguintes. Pouco depois do casamento, Schindler deixou de trabalhar com o seu pai e passou por diversas ocupações com um cargo na Moravian Electrotechnic e na gestão de uma escola de condução. Depois de passar 18 meses no exército checo, onde chegou ao posto de anspeçada, no 10.º Regimento de Infantaria do 31.º Exército, Schindler regressou à Moravian Electrotechnic, que entrou em falência pouco depois. O negócio da quinta do seu pai também entraria em bancarrota na mesma altura, deixando Schindler desempregado durante um ano. Seguidamente, foi trabalhar para o Jarslav Simek Bank de Praga, em 1931, onde se manteve até 1938.
Entre 1931 e 1932, Schindler foi detido por várias vezes por estar embriagado em público. Também neste período, teve um caso amoroso com Aurelie Schlegel, uma amiga da escola. Desta relação, teve uma filha, Emily, em 1933, e um filho, Oskar Jr, em 1935. Mais tarde, Schindler alegou que o filho não era dele. O pai de Schindler, alcoólico, abandonou a sua esposa em 1935. Esta morreria alguns meses mais tarde vítima de doença prolongada.
Schindler ingressou no partido de natureza separatista em 1935. Embora fosse cidadão da Checoslováquia, Schindler tornou-se espião ao serviço da Abwehr, o serviço de informação da Alemanha Nazi, em 1936. Foi designado para o Abwehrstelle II Commando VIII, com sede em Breslau. Mais tarde diria à polícia checa que o fez porque precisava de dinheiro; por esta altura, Schindler tinha problemas alcoólicos e encontrava-se cheio de dívidas. As suas tarefas para a Abwehr incluíam a recolha de informações sobre os caminhos-de-ferro, instalações militares e movimentação de tropas, tal como o recrutamento de outros espiões na Checoslováquia, em preparação para a invasão deste país pela Alemanha. Foi detido pelo governo checoslovaco por espionagem a 18 de Julho de 1938, e imediatamente preso, mas foi libertado como prisioneiro político sob os termos do Acordo de Munique, o instrumento sob o qual a região dos Sudetas foi anexada pela Alemanha a 7 de Outubro. Schindler candidatou-se a membro do Partido Nazi a 1 de Novembro e foi aceito no ano seguinte.
Depois de uma pausa para recuperar em Zwittau, Schindler foi promovido a número dois da sua unidade Abwehr, e colocado com a sua esposa em Ostrava, na fronteira checo-polaca, em Janeiro de 1939. Nos meses seguintes, até a tomada total da Checoslováquia por Hitler em Março, Schindler continuou ligado à espionagem. Emilie ajudou-o com a parte burocrática, e com a ocultação de documentos secretos da Abwehr no seu apartamento. Como viajava com frequência para a Polónia, com os seus 25 agentes, Schindler conseguia recolher informação sobre as manobre as linhas de caminho-de-ferro polacas para a invasão da Polónia. Em uma das suas missões, Schindler e a sua unidade tinham como missão monitorizar e enviar informações sobre a linha de caminho-de-ferro, e do túnel, de Jablunkov Pass, uma rota considerada vital para a movimentação das tropas alemãs. A rota foi capturada intacta pelo 14.º Exército (Wehrmacht) em 1 de Setembro de 1939, nas primeiras horas da Segunda Guerra Mundial na Europa. Schindler continuou a trabalhar com a Abwehr até ao Outono de 1940, quando foi enviado para a Turquia para investigar casos de corrupção entre os oficiais da Abwehr ligados à embaixada alemã naquele país.

## Segunda Guerra Mundial

### Emalia
A primeira vez que Schindler foi a Cracóvia, foi em Outubro de 1939 para tratar de assuntos da Abwehr e, no mês seguinte, alugou um apartamento. Emilie manteve a sua casa em Ostrava e visitava Oskar, em Cracóvia, uma vez por semana. Em Novembro de 1939, Schindler entrou em contacto com a decoradora de interiores Mila Pfefferberg para lhe decorar o seu apartamento. O seu filho, Leopold "Poldek" Pfefferberg, passou a ser um dos seus contactos no mercado negro. Ambos acabaram por se tornar amigos de longa data. Também em Novembro, Schindler foi apresentado a Itzhak Stern, um contabilista do seu amigo e agente da Abwehr, Josef "Sepp" Aue, que tinha tomado o controlo do antigo local de trabalho de Stern como Treuhander (administrador). Os bens dos judeus polacos, incluindo lojas comerciais e as suas casas, foram arrestadas pelos alemães imediatamente a seguir à invasão, e os cidadãos judeus viram os seus direitos civis retirados. Schindler mostrou a Stern o balanço de uma empresa que tencionava adquirir, uma fábrica de esmaltes chamada Rekord Ltd detida por um consórcio de empresários judeus que tinham declarado a falência no início daquele ano. Stern aconselhou-o a, em vez de gerir a empresa como uma administração, sob as directivas da Haupttreuhandstelle Ost (Gabinete de Administração Principal para o Leste), ele deveria comprar ou arrendar pois, assim, tinha mais liberdade face às ordens dos nazis, incluindo a facilidade de contratar mais judeus. Com o apoio financeiro dos investidores judeus, Schindler assinou um acordo de arrendamento informal a 13 de Novembro de 1939, e formalizou-o a 15 de Janeiro de 1940. Alterou a sua designação para Deutsche Emaillewaren-Fabrik (Fábrica Alemã de Utensílios Esmaltados) ou DEF, e depressa passou a ser conhecida como "Emalia". Inicialmente, recrutou uma equipa de sete trabalhadores judeus (incluindo Abraham Bankier, que o ajudou a gerir a empresa ) e 250 polacos não-judeus. No seu auge, em 1944, o negócio empregava 1750 trabalhadores, dos quais mil eram judeus. Schindler também ajudou a gerir a Schlomo Wiener Ltd, uma distribuidora que vendia os seus artigos de esmaltados, e era arrendatário da Prokosziner Glashütte, uma fábrica de produção de vidro.
As relações de Schindler com a Abwehr, os seus contactos nas Wehrmacht e as suas inspecções ao armamento, permitiram-lhe obter contratos para produzir esmalte para material de cozinha para o exército. Estas ligações também o ajudariam a proteger os trabalhadores judeus da deportação e da morte. Com o passar do tempo, Schindler teve que aumentar o valor das contrapartidas dadas aos oficiais nazis, para manter os trabalhadores a salvo, indo buscá-los ao mercado negro. Bankier, um contacto-chave no mercado paralelo, obtinha bens para suborno e material extra para utilização na fábrica. O próprio Schindler mantinha uma vida de luxo, e de relacionamentos extraconjugais com a sua secretária, Viktoria Klonowska, e Eva Kisch Scheuer, uma vendedora de artigos esmaltados da DEF. Emilie Schindler visitou Oskar em 1940, por alguns meses, e mudou-se para Cracóvia, em 1941, para ir viver com o seu marido.

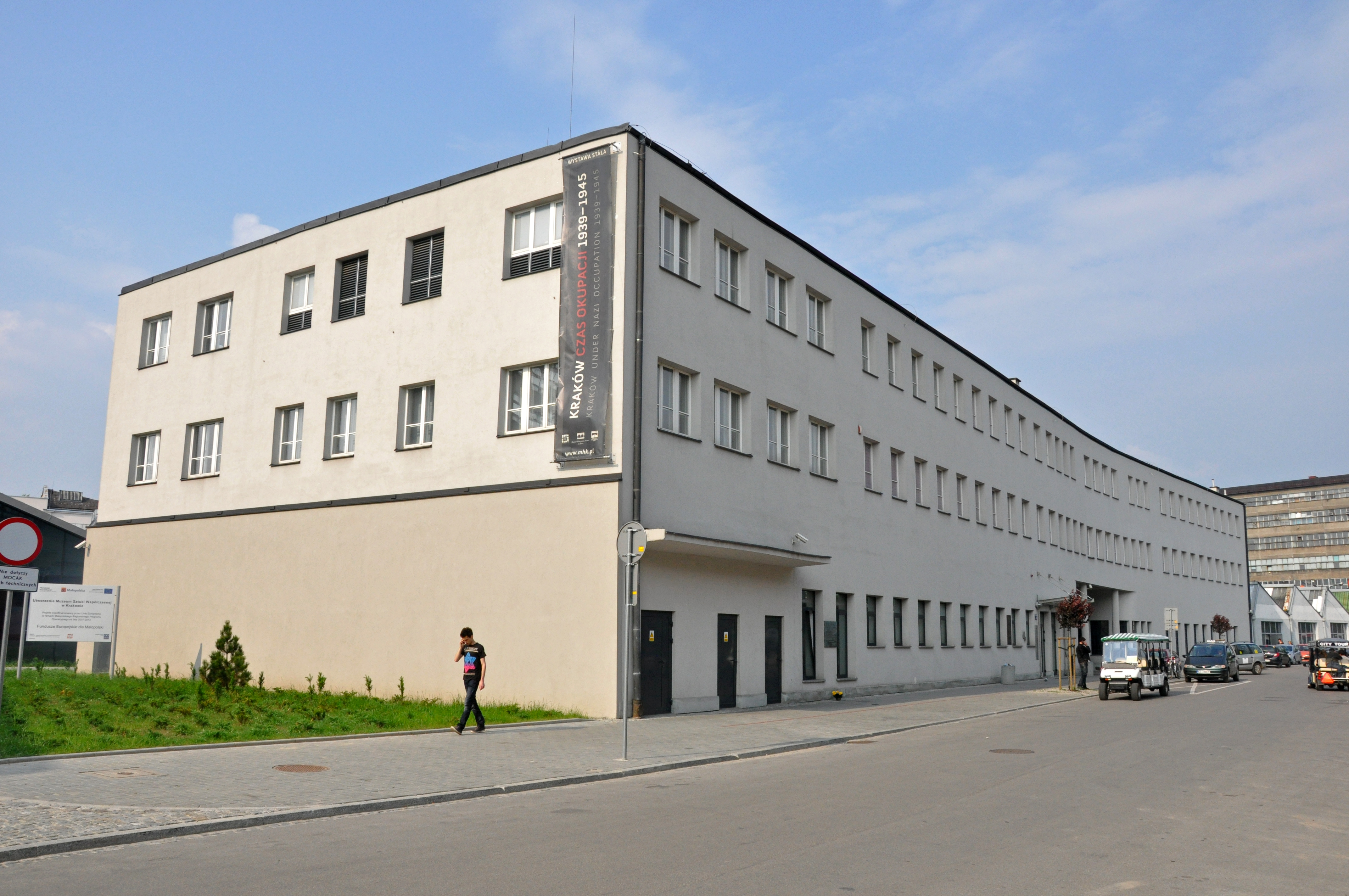
Fábrica de Schindler em Cracóvia (2011)

De início, Schindler estava mais interessado no potencial financeiro do negócio, e contratou os judeus porque eram mais baratos que os polacos — os salários eram definidos pelo regime nazi. Mais tarde, começou a proteger os seus trabalhadores sem olhar a custos. O estatuto da sua fábrica, considerada essencial para o esforço de guerra, tornou-se um factor decisivo que lhe permitiu ajudar os funcionários judeus. Quando os Schindlerjuden (Judeus de Schindler) eram ameaçados com a deportação, Schindler defendia-os alegando que eles eram essenciais, e pedindo isenções. As esposas, crianças e até pessoas com deficiências, eram consideradas por Schindler como necessárias para o trabalho mecânico e para manusear as máquinas. Duma dada ocasião, a Gestapo exigiu a Schindler que este entregasse uma família que tinha falsificado os seus documentos de identificação. "Três horas depois, eles entraram," disse Schindler, "dois homens bêbados da Gestapo saíram do meu escritório sem os prisioneiros, e sem os documentos suspeitos que eles exigiram."
A 1 de Agosto de 1940, o governador Hans Frank emitiu um decreto a requerer que todos os judeus de Cracóvia deixassem a cidade nas duas semanas seguintes. Apenas aqueles que tivessem trabalho directamente relacionado com o esforço de guerra alemão, poderiam ficar. Dos 60 000 a 80 000 judeus que viviam na cidade, apenas 15 000 permaneceram, em Março de 1941. Estes judeus foram, então, forçados a deixar a sua habitual morada em Kazimierz, e foram realojados no Gueto de Cracóvia, construído no distrito industrial de Podgórze. Os trabalhadores de Schindler iam para o trabalho a pé, todos os dias. Nos quatro anos que Schindler esteve à frente da fábrica, fez várias melhorias na infraestrutura, entre as quais uma clínica, uma cooperativa e uma sala de jantar para os trabalhadores, para além de uma expansão da zona de produção e dos escritórios.

### Plaszow
No Outono de 1941, os nazis começaram a retirar os judeus do gueto. Muitos deles foram levados para o campo de extermínio de Bełżec e mortos. A 13 de Março de 1943, o gueto foi destruído, e aqueles que ainda se encontravam em condições para trabalhar, foram enviados para para o novo campo de concentração de Plaszow. Vários milhares demasiado fracos para trabalhar, foram enviados para os campos de extermínio e mortos. Várias centenas foram mortos nas ruas pelos nazis à medida que esvaziavam o gueto. Schindler, informado sobre esta situação através dos seus contactos na Wehrmacht, manteve os seus trabalhadores na fábrica para impedir qualquer acção contra eles. Schindler testemunhou a destruição do gueto e ficou horrorizado. A partir daí, diz um dos Judeus de Schindler, Sol Urbach, Schindler "mudou a sua visão sobre os nazis. Decidiu ir-se embora e salvar o máximo de judeus que lhe fosse possível".
O campo de concentração de Plaszow abriu em Março de 1943 no local de dois antigos cemitérios judaicos na rua Jerozilimska, a cerca de 2,5 km da fábrica da DEF. O responsável do campo era o SS-Hauptsturmführer Amon Göth, um homem duro e sádico, que matava os reclusos do campo de forma aleatória. Os reclusos de Płaszów viviam em constante pânico com medo de morrerem. Emilie Schindler chamava a Göth "o homem mais desprezível que eu já conheci".

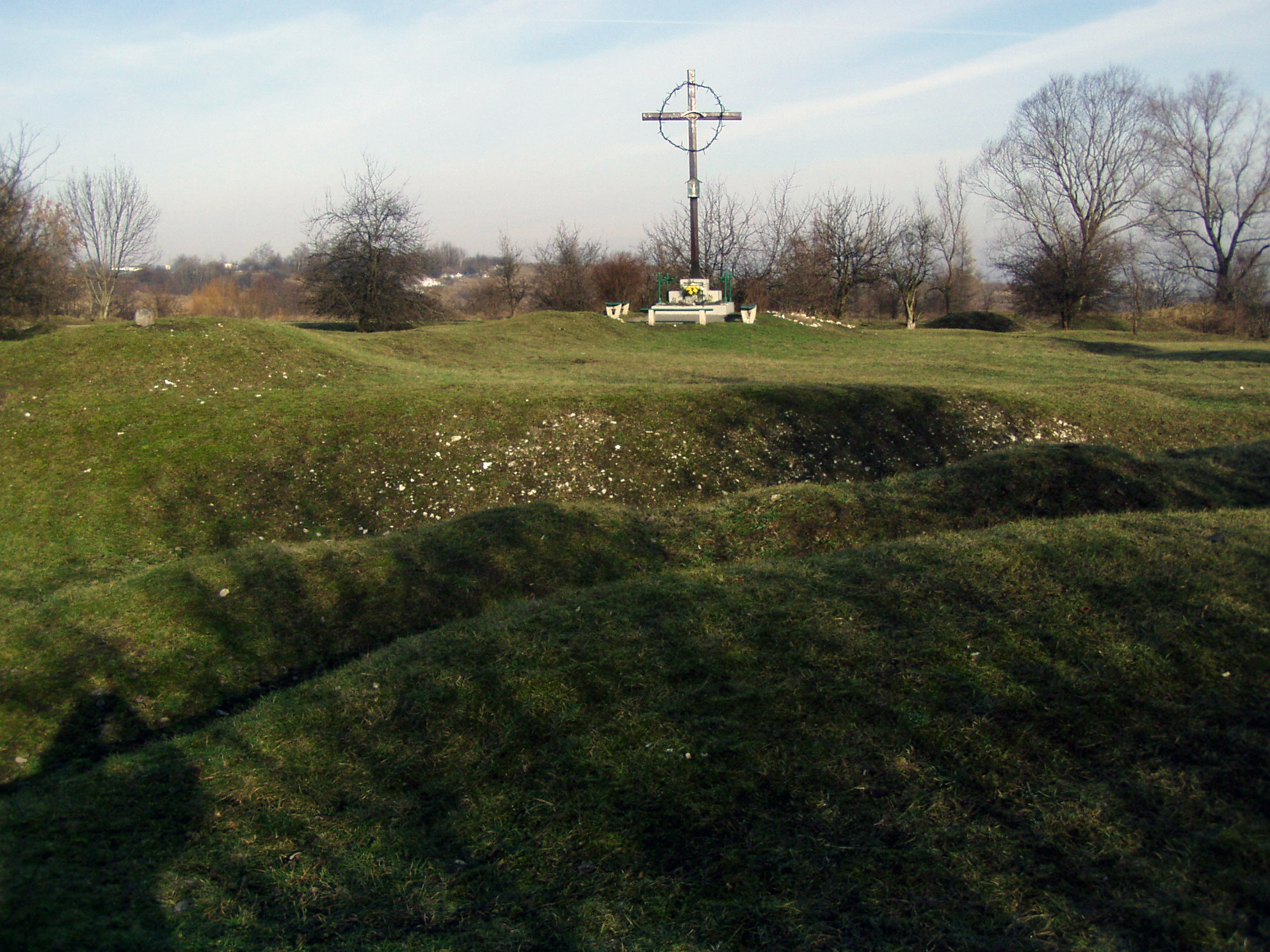
Hujowa Górka, local de execuções no campo de concentração de Plaszow (2007)

De início, o plano de Göth era passar em todas as fábricas, mesmo a de Schindler, para o interior dos campos. No entanto, Schindler, numa combinação de diplomacia, lisonja e suborno, não só impediu que a sua fábrica fosse recolocada, mas conseguiu convencer Göth a construir (às suas custas) um a sub-campo em Emalia, para acolher os seus trabalhadores e mais 450 judeus de outras fábricas das proximidades. Neste novo local de abrigo, ficavam a salvo das execuções arbitrárias, eram bem alimentados, e podiam até mesmo realizar os seus serviços religiosos.
Schindler foi detido por duas vezes por suspeita de operações no mercado negro, e uma vez por violar as Leis de Nuremberg por ter beijado uma rapariga judia, um acto proibido pela Lei da Raça e do Restabelecimento. A primeira detenção, no final de 1941, levou-o a passar uma noite na prisão. A sua secretária conseguiu tirá-lo da prisão através dos contactos de Schindler no partido nazi. Da segunda vez, a 29 de Abril de 1942, a causa da detenção de Schindler foi por este ter beijado uma jovem judia, na face, num aniversário na fábrica, no dia antes. Ficou na prisão durante cinco dias antes das suas influências no seio dos nazis o tirarem da prisão. A terceira detenção, em Outubro de 1944, deveu-se a ter sido acusado de fazer negócios no mercado negro e de subornar Göth, e outros, para melhorar as condições de trabalho dos trabalhadores judeus. Ficou detido cerca de uma semana. Göth tinha sido preso a 13 de Setembro de 1944 por corrupção e outros abusos de poder, e a detenção de Schindler fez parte da investigação acerca das actividade de Göth. Göth não chegou a ser condenado pelas acusações, mas foi enforcado por crimes de guerra no dia 13 de Setembro de 1946.
Em 1943, Schindler foi contactado por líderes sionistas de Budapeste através de membros da resistência judaica. Schindler viajou, por diversas vezes, a Budapeste para relatar, na primeira pessoa, o tratamento que os nazis estavam a impor aos judeus. No regresso trouxe fundos entregues pela Agência Judaica, e passou-os à resistência judaica.

### Brünnlitz
À medida que o Exército Vermelho se aproximava em Julho de 1944, as SS deram início ao encerramento dos campos de concentração mais a leste, e a enviar os restantes prisioneiros para oeste, para Auschwitz e Gross-Rosen. O secretário pessoal de Göth, Mietek Pemper, alertou Schindler sobre o plano nazi de encerrar as fábricas não envolvidas directamente no esforço de guerra, incluindo a de Schindler. Pemper sugeriu que Schindler devia alterar a sua produção de material de cozinha para granadas antitanque tentando, assim, salvar as vidas dos trabalhadores judeus. Usando de subornos e do seu poder de persuasão, Schindler convenceu Göth, e os oficiais em Berlim, a mudar a sua fábrica, e respectivos trabalhadores, para Brünnlitz (em checo: Brněnec), na região dos Sudetos, salvando-os da morte nas câmaras de gás. Utilizando os nomes fornecidos pelo oficial da Polícia dos Guetos Judeus Marcel Goldberg, Pemper compilou uma lista de 1,2 mil judeus — mil trabalhadores de Schindler, e 200 da fábrica de têxteis de Julius Madritsch — que tinham sido enviados para Brünnlitz em Outubro de 1944.

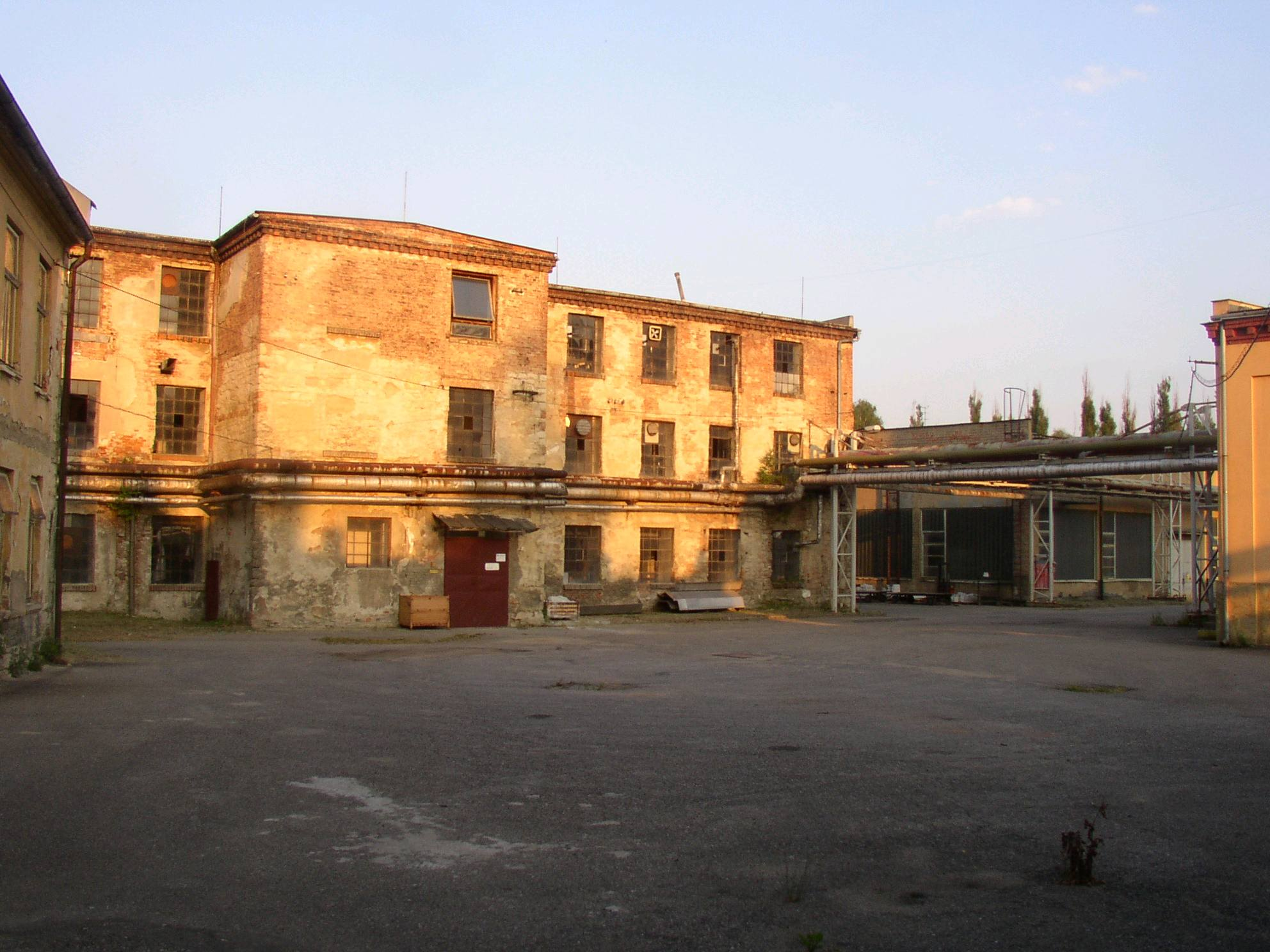
Fábrica de Schindler em Brünnlitz (2004)

A 15 de Outubro de 1944, 700 homens da lista de Schindler foram enviados para o campo de concentração de Gross-Rosen, onde ficaram uma semana antes de serem reenviados para a fábrica em Brünnlitz. O mesmo se passou com 300 mulheres da lista que foram levadas para Auschwitz, e que ficaram em risco de serem enviadas para as câmaras de gás. No entanto, as habituais influências e subornos de Schindler fracassaram na sua libertação. Por fim, enviou a sua secretária, Hilde Albrecht, com subornos do mercado negro como alimentos e diamantes, e as mulheres foram levadas para Brünnlitz após difíceis semanas passadas em Auschwitz.
Para além dos trabalhadores, Schindler levou 250 vagões carregados de máquinas e matérias primas para o local da nova fábrica. Poucos, ou mesmo nenhuns, projécteis de artilharia foram produzidos na fábrica. Quando os oficiais do Ministério do Armamento questionaram o baixo nível de produção da fábrica, Schindler comprou produtos acabados no mercado paralelo e vendeu-os como sendo dele. As rações fornecidas pelas SS eram insuficientes para todos os trabalhadores, o que levou Schindler a passar muito do seu tempo em Cracóvia, a comprar comida, armamento e outros materiais. A sua esposa Emilie permaneceu em Brünnlitz a obter, de forma escondida, rações adicionais e a tratar da saúde dos trabalhadores e de outras necessidades básicas. Schindler também conseguiu transferir cerca de 3 mil mulheres judias de Auschwitz para pequenas fábricas de produtos têxteis na região dos Sudetos, num esforço para aumentar as suas hipóteses de sobreviver à guerra.
Em Janeiro de 1945, um comboio com 250 judeus que tinham sido rejeitados como trabalhadores numa mina em Goleschau, na Polónia, chegaram a Brünnlitz. As portas do comboio tinham congelado à sua chegada, e Emilie Schindler teve que esperar que um técnico da fábrica abrisse as portas com um maçarico. Doze pessoas tinham morrido no interior do comboio, e as restantes estavam demasiado frágeis para trabalhar. Emilie levou os sobreviventes para a fábrica e cuidou deles num hospital improvisado até ao final da guerra. Schindler continuou a subornar os oficiais das SS para impedir a matança dos seus trabalhadores à medida que o Exército Vermelho se aproximava. No dia 7 de Maio de 1945, ele e os seus trabalhadores juntaram-se no rés-do-chão da fábrica para ouvirem o Primeiro ministro britânico, Winston Churchill, anunciar no rádio a rendição alemã.

## Pós-guerra

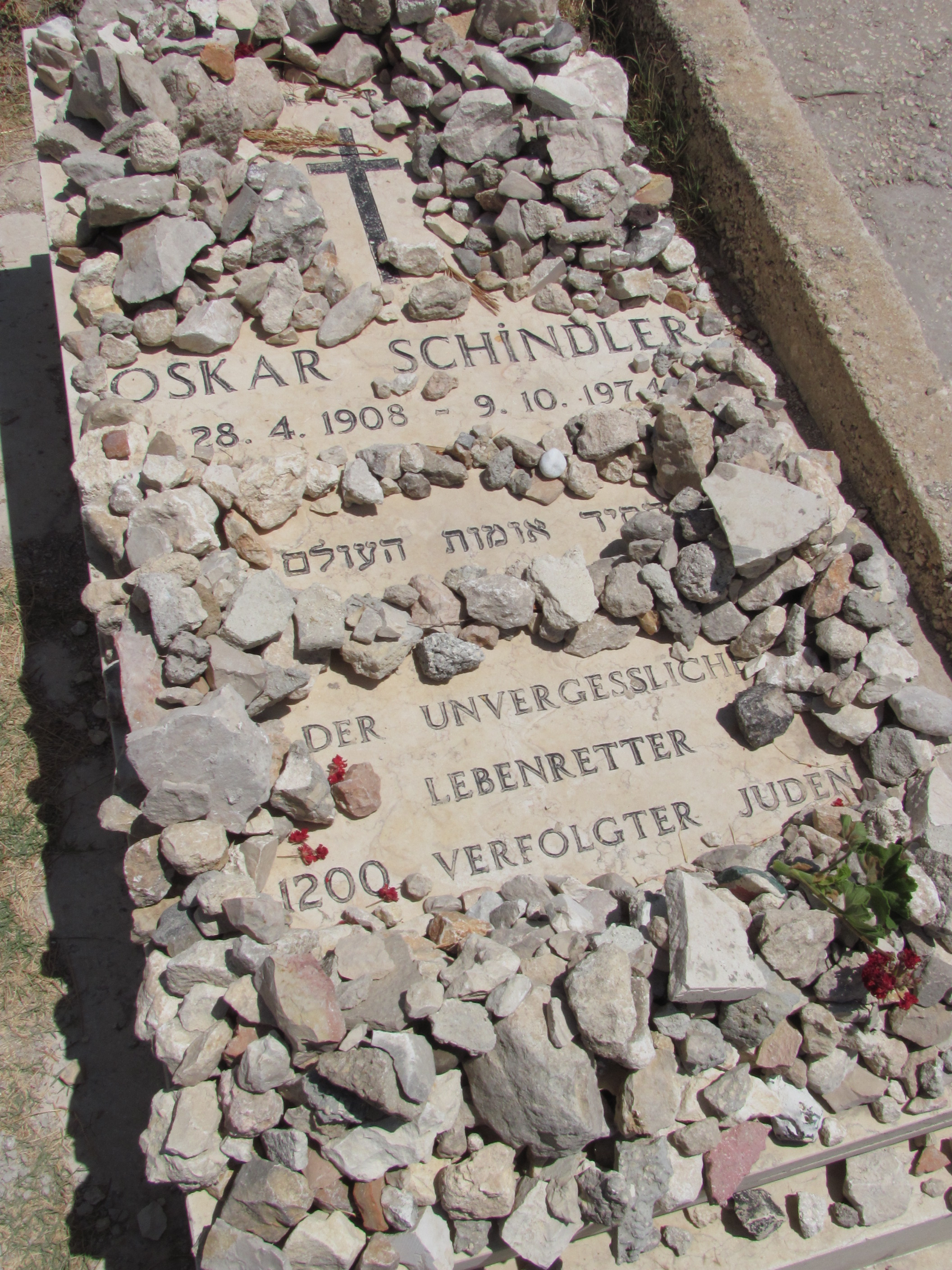
Sepultura de Schindler em Jerusalém. A inscrição em língua hebraica diz: "Justos entre as nações"; a inscrição em alemão diz: "Salvador Inesquecível de 1200 Judeus Perseguidos".

Sendo membro do partido nazi e do serviço de informação Abwehr, Schindler estava em risco de ser preso como criminoso de guerra. Bankier, Stern e muitos outros, prepararam uma declaração que ele podia apresentar aos norte-americanos relatando o seu papel na ajuda prestada para salvar as vidas dos judeus. Também lhe foi entregue um anel, feito de um dente em ouro retirado de um Schindlerjude, Simon Jeret. O anel tinha inscrito "Quem salva uma vida, salva o mundo inteiro". Para escapar à captura pelos russos, Schindler e a sua esposa partiram em direcção a oeste no seu automóvel, um Horch de dois lugares; pendurados no carro, seguiam mais soldados alemães, que também fugiam. Um caminhão onde ia a amante de Schindler, Marta, vários trabalhadores judeus e uma carga de produtos do mercado negro, seguia atrás. O Horch foi confiscado pelas tropas russas que controlavam a cidade de Budweis. Os Schindler acabaram por não conseguir levar um diamante que Oskar tinha escondido depois no assento. Continuaram de comboio e a pé até chegarem às linhas americanas na cidade de Lenora, e seguiram para Passau, onde um oficial norte-americano judeu lhes conseguiu arranjar transporte para a Suíça de comboio. No Outono de 1945, viajaram para a Baviera, na Alemanha.
No final da guerra, Schindler tinha gasto toda a sua fortuna em subornos e na aquisição de produtos no mercado paralelo para ajudar os seus trabalhadores. Sem meios de subsistência, viveu por pouco tempo em Regensburg e, mais tarde, em Munique, mas não conseguiu ter sucesso no pós-guerra. De facto, passou a viver da ajuda das organizações judaicas. Em 1948, apresentou uma reclamação para ser reembolsado das suas despesas do tempo de guerra à American Jewish Joint Distribution Committee, tendo recebido 15 000 dólares. Ele tinha estimado os seus gastos em mais de 1 056 000 de dólares, incluindo os custos da construção de infraestruturas nos campos, subornos, e produtos do mercado negro. Schindler emigrou para a Argentina, em 1949, onde tentou criar galinhas e ratos de poças de água, um pequeno animal criado para aproveitamento do seu pelo. Quando o negócio faliu, em 1958, deixou a sua esposa e regressou à Alemanha, onde teve vários projectos de negócio, como uma fábrica de cimento, mas qualquer um sem sucesso. Em 1963, declarou bancarrota e sofreu um ataque cardíaco no ano seguinte, o que o deixou um mês no hospital. Mantendo-se sempre em contacto com muitos dos judeus que ele conheceu durante a guerra, incluindo Stern e Pfefferberg, Schindler sobrevivia à custa de donativos enviados pelos Schindlerjuden de todo o mundo. Schindler morreu no dia 9 de outubro de 1974 em Hildesheim na Alemanha, e como católico, foi sepultado em Jerusalém, no Cemitério Franciscano de Monte Sião, sendo o único membro do Partido Nazi a receber esta honra desta natureza. Pelas suas ações durante a guerra, em 1963 Schindler recebeu o título de Justos entre as nações, uma honra atribuída pelo Estado de Israel a não-judeus que tiveram um papel ativo para salvar judeus durante o Holocausto. Outras honras incluem a Ordem de Mérito alemã (1966).
O escritor Herbert Steinhouse, que o entrevistou em 1948, escreveu que "os actos excepcionais de Schindler tiveram origem nesse elementar sentido de decência e humanidade em que a nossa época, tão sofisticada, raramente acredita. Um oportunista arrependido viu a luz e revoltou-se contra o sadismo e contra a vil criminalidade à sua volta". Em 1983, num documentário televisivo, Schindler foi referido como tendo afirmado: "Senti que que os judeus estavam a ser destruídos. Tinha que os ajudar; não havia escolha".
A sua história foi contada em livro (Schindler's Ark) por Thomas Keneally e, posteriormente filmada por Steven Spielberg (A Lista de Schindler) no ano de 1993. Este filme é considerado pelo próprio Spielberg e pela crítica como sua obra-prima, e apontado entre os dez melhores filmes da história de Hollywood. O filme foi filmado em preto-e-branco para criar um efeito sombrio e ambientar-se à história retratada. O filme foi o vencedor do Óscar de Melhor Filme em 1994.

## Legado

### Filmes e livros

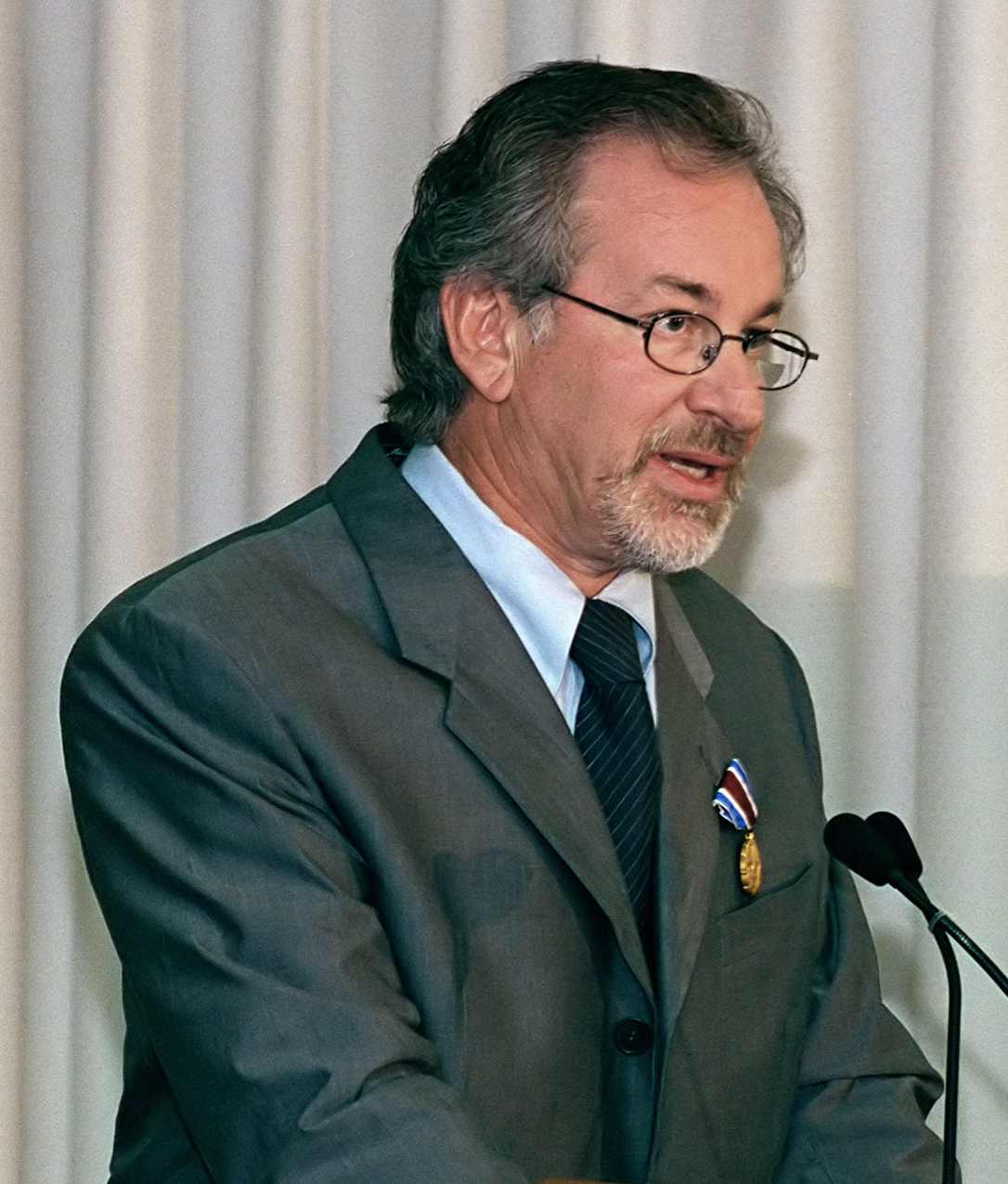
Steven Spielberg (1999)

Em 1951, Poldek Pfefferberg foi falar com o realizador Fritz Lang e propôs-lhe fazer um filme sobre Schindler. Também por iniciativa de Pfefferberg, em 1964 Schindler recebeu um montante de $ 20 000 da MGM por um documentário que seria intitulado To the Last Hour. Nenhum dos filmes chegou a ser feito, e Schindler acabou por gastar todo o dinheiro da MGM. Na década de 1960, a MCA da Alemanha e a Walt Disney Productions em Viena, também falaram com Schindler, mas, de novo, sem nenhum resultado.
Em 1980, o autor australiano Thomas Keneally visitou, por mero acaso, a loja de malas de Pfefferberg em Beverly Hills , quando se dirigia para casa para depois partir para a Europa para um festival de cinema. Pfefferberg aproveitou a visita para contar a Keneally sobre a história de Oskar Schindler. Entregou-lhe cópias de alguns documentos, e Keneally decidiu elaborar um livro sobre a história. Após uma pesquisa aprofundada e entrevistas com sobreviventes Schindlerjuden, o seu romance histórico de 1982 Schindler's Ark (publicado, também, como Schindler's List) foi o resultado.
O romance foi adaptado para o filme de 1993, Schindler's List por Steven Spielberg. Depois de adquirir os direitos em 1983, Spielberg não se sentiu confiante, tanto a nível profissional como pessoal, para levar o projecto para a frente, e ofereceu os direitos a outros realizadores. Depois de ter lido um argumento para o projecto preparado por Steven Zaillian para Martin Scorsese, decidiu então trocar com ele o Cape Fear pela biografia de Schindler. No filme, a personagem de Itzhak Stern (desempenhada por Ben Kingsley) é uma mistura de Stern, Bankier, e Pemper. Liam Neeson foi nomeado para Melhor Actor pelo seu papel como Schindler no filme, o qual ganhou sete Óscares, incluindo "Melhor Filme".
Outros filmes incluem um documentário britânico de 1983 produzido por Jon Blair para a Thames Television, com o título Schindler: His Story as Told by the Actual People He Saved, e, em 1998, um programa biográfico na A&E Biography, Oskar Schindler: The Man Behind the List.

### A mala de Schindler
Em 1997, uma mala pertencente a Schindler contendo fotografias e documentos históricos foi descoberta no sótão da casa de Ami e Heinrich Staehr em Hildesheim. Pouco tempo antes da sua morte, Schindler tinha ficado uns dias em casa do casal. O filho de Staehr, Chris, levou a mala para Estugarda, onde os documentos foram analisados ao detalhe, em 1999, pelo Dr. Wolfgang Borgmann, editor de ciência no Stuttgarter Zeitung. Borgmann escreveu um conjunto de sete artigos publicados entre 16 e 26 de Outubro de 1999 e, mais tarde, reunidos no livro Schindlers Koffer: Berichte aus dem Leben eines Lebensretters; eine Dokumentation der Stuttgarter Zeitung (A mala de Schindler: Relatório sobre a vida de um salvador). Os documentos e a mala foram enviados para o museu do Holocausto em Yad Vashem, Israel, em Dezembro de 1999.

### Cópias da lista

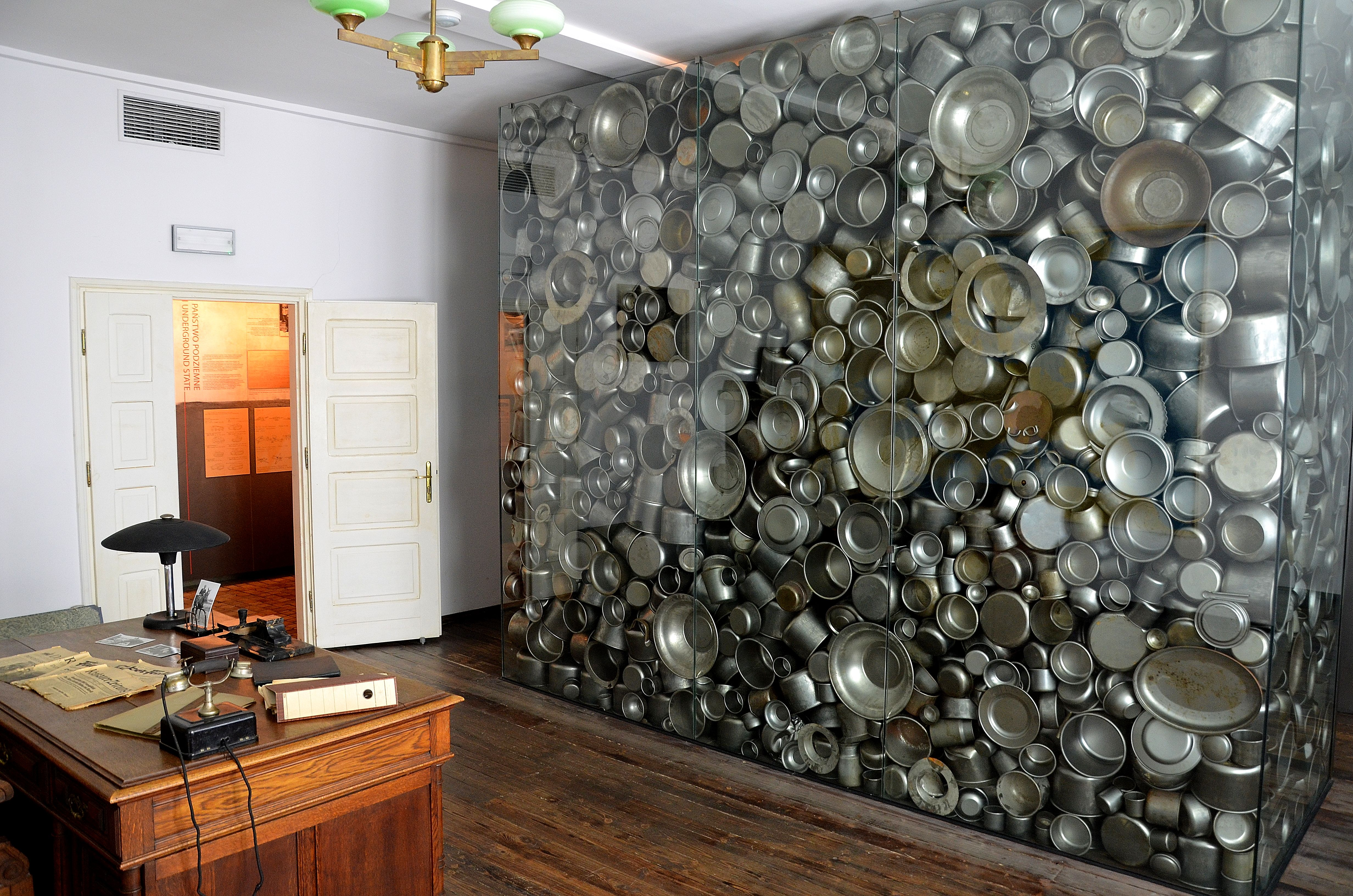
Secretária de Schindler na Emalia junto de um compartimento cheio de pratos, panelas e outro material feito na fábrica, com uma cópia da sua lista no interior.

No início de Abril de 2009, uma cópia de uma versão da lista foi descoberta na Biblioteca Estatal de Nova Gales do Sul, na Austrália, por trabalhadores que se encontravam a encaixotar material guardado do autor Thomas Keneally. O documento de 13 páginas, amarelo e frágil, encontrava-se arquivado entre outros papéis e jornais. A lista foi entregue a Keneally em  1980 por Pfefferberg quando aquele o estava a convencer a escrever a história de Schindler. Esta versão da lista continha 801 nomes, e era datada de 18 de Abril de 1945; Pfefferberg está referido como o trabalhador n.º 173. Existem algumas versões verdadeiras da lista pois os nomes foram escritos à máquina por várias vezes, à medida que as condições se iam alterando nos dias agitados do final da guerra.
Uma das quatro cópias existentes da lista foi oferecida num leilão de dez dias, com início em 19 de Julho de 2013, no EBay, a um preço de reserva de 3 milhões de dólares. No entanto, não recebeu qualquer oferta.

### Outros objetos de coleção
Em agosto de 2013, uma carta de uma única página assinada por Schindler em 22 de Agosto de 1944, foi vendida num leilão via internet por 59 135 Usd. A carta mostra a permissão dada por Schindler a um supervisor de fábrica para transferir equipamento para a Checoslováquia. Anteriormente, o mesmo comprador anónimo já tinha adquirido mais documentos da fábrica de Kraków por 63 426 Usd.

### Homenagens recentes
No Dia Internacional da Lembrança do Holocausto de 2018, na presença de padres e outros religiosos católicos da Igreja Franciscana de Israel, foi introduzido na Câmara do Holocausto uma placa em homenagem a Schindler que diz: "O inesquecível salvador de 1 200 judeus perseguidos”, localizada abaixo da passagem bíblica de Gênesis 4,10: “[...] a voz do sangue de seu irmão clama”. A homenagem a Schindler teve início no cemitério, onde houve o evento junto ao seu sepulcro. Lily Haber, que é filha do judeu salvo por Schindler, Yaakov Lazar, e também presidente da entidade de sobreviventes de Cracóvia, afirmou: “Schindler não só resgatou 1 200 judeus arriscando sua própria vida, mas também dezenas de milhares de almas, descendentes dos sobreviventes. Devemos valorizá-lo e lembrá-lo". Schindler nasceu em um lar profundamente católico.

## Galeria

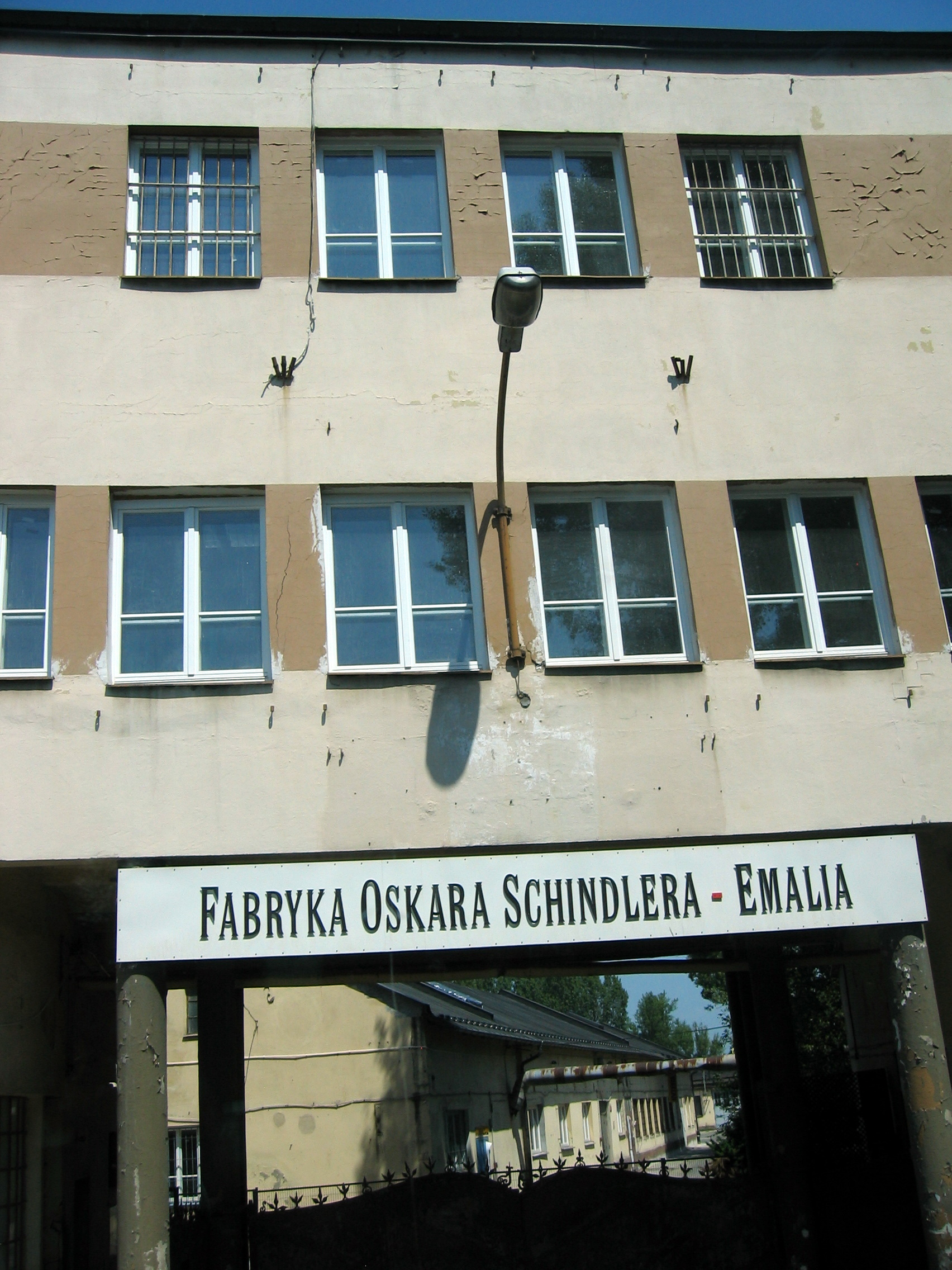
A fábrica de Oskar Schindler na Cracóvia
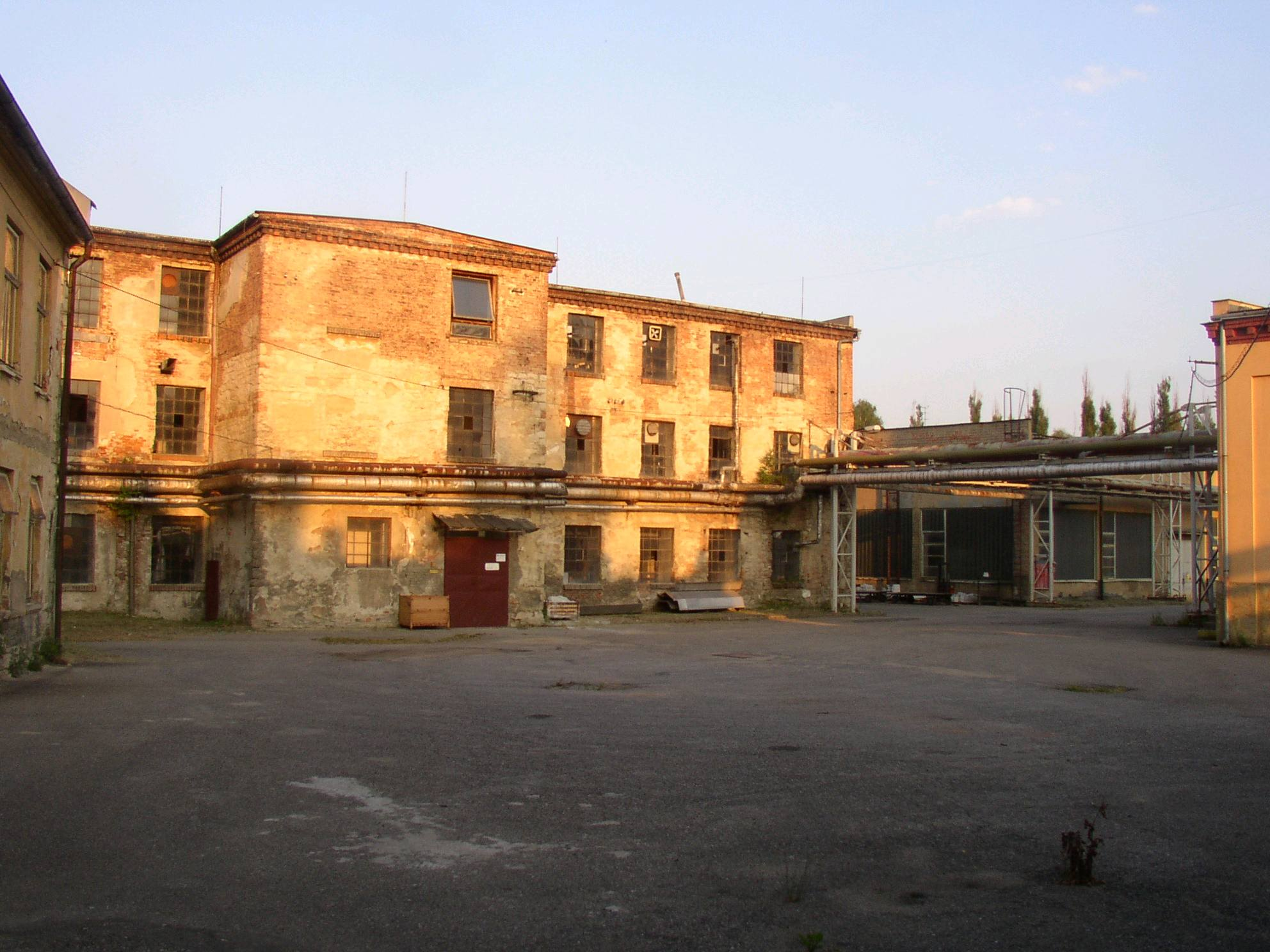
A fábrica de Oskar Schindler em Brnenec
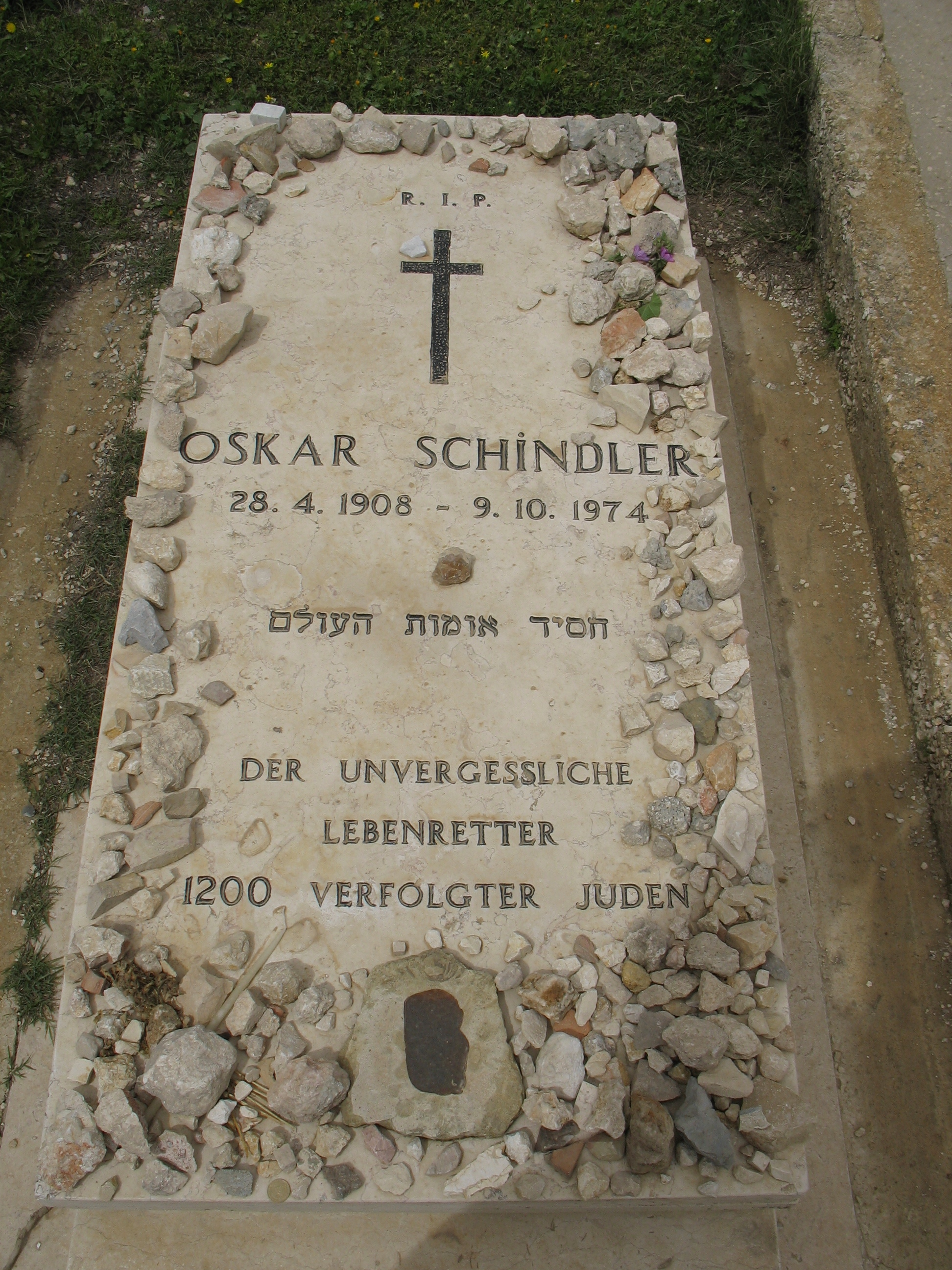
Túmulo de Oskar Schindler em Jerusalém
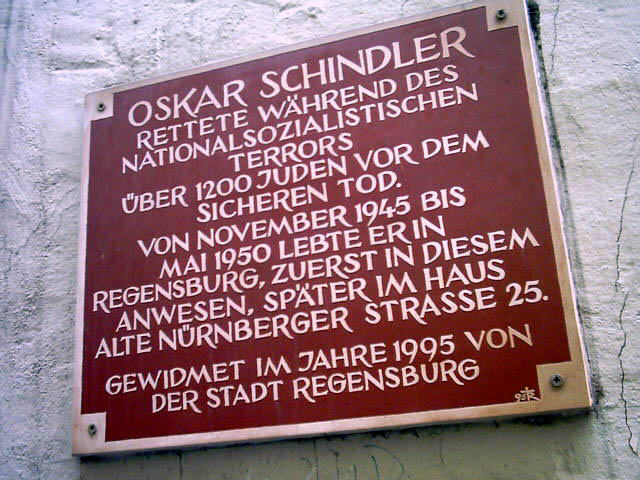
Memorial a Oskar Schindler em Ratisbona na Baviera
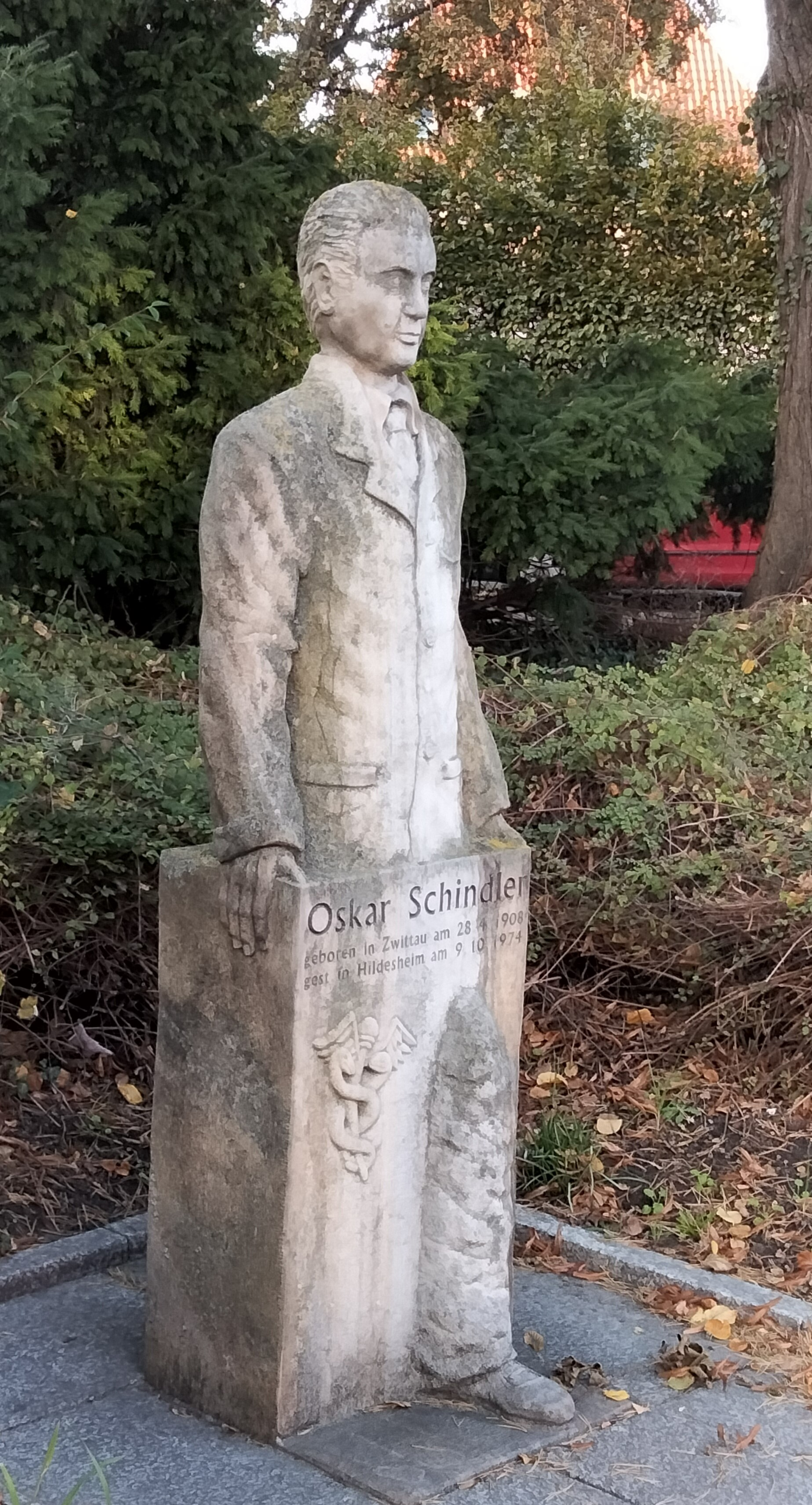
Memorial a Schindler em Hildesheim onde morreu em 1974